# دانشگاه آزاد اسلامی واحد تنکابن
دانشگاه آزاد اسلامی واحد تنکابن در سال ۱۳۶۵ (۱۹۸۶ م) رشته‌های پزشکی، پرستاری و مامایی فعالیت خود را آغاز کرد. این دانشگاه پس از توسعه دارای دانشکده‌های علوم زیستی، علوم پزشکی و پزشکی شد. در حال حاضر در بیش از ۱۰۰ رشته در مقاطع دکتری، کارشناسی ارشد، کارشناسی و کاردانی حدود ۵۰۰۰ دانشجوی کارشناسی و کاردانی، ۲۵۰۰ دانشجوی کارشناسی ارشد، ۵۰۰ دانشجوی دکتری زیر نظر نزدیک به ۲۰۰ عضو هیئت علمی مشغول به تحصیل هستند.

## تاریخچه
دانشگاه آزاد اسلامی تنکابن در ۳۱ اردیبهشت ۱۳۶۵ هجری خورشیدی مطابق با ۲۱ مه ۱۹۸۶ میلادی به ریاست   محمد حسین مفتاح و همت و تلاش عموم شهروندان تاسیس شد.

## رشته‌ها
در آغاز رشته های پزشکی،پرستاری و مامایی دائر گردید و سپس با سایر رشته ها در حوزه های علوم پایه، علوم انسانی، کشاورزی، هنر و فنی مهندسی گسترش یافت. بطوریکه بیش از ۱۰۰ رشته در مقاطع دکتری تخصصی  (  Ph.D) ،کارشناسی ارشد، کارشناسی و کاردانی در ۲۴ دپارتمان آموزشی با مدیریت مستقل (شامل شیمی-زیست میکروبیولوژی-زیست سلولی-مدیریت بازرگانی-حسابداری-زبان انگلیسی-روانشناسی-علوم تربیتی-کتابداری-منابع طبیعی و محیط زیست- گیاهان داروئی-هنر-معارف اسلامی-دروس عمومی-تحصیلات تکمیلی-پرستاری و مامایی) و دانشکده پزشکی دائر می باشند.

## دانشجویان و هیئت علمی
معاونت سما نیز با مجموعه مدرسه راهنمایی و دبیرستان و یک آموزشکده عالی شامل ۸۰۰ دانشجو از سال ۱۳۷۴ مشغول به فعالیت می‌باشد. در حال حاضر پس از حدود ۲۸ سال تجربه آموزشی – پژوهشی و دارا بودن حدود ۵۰۰۰ دانشجو در مقاطع مختلف نزدیک به ۲۰۰ عضو هیئت علمی تمام وقت و نیمه وقت یکی از واحدهای دانشگاهی ایران با درجه الف است. دانشگاه آزاد اسلامی واحد تنکابن دارای ۴ مجله ISI، مرکز رشد واحدهای فناور و چندین انجمن علمی است.

## روسای واحد
1. دکتر محمد حسین مفتاح از ۳۱ اردیبهشت ۱۳۶۵ الی ۱۳۷۶ (۲۱ مه ۱۹۸۶ تا ۱۹۹۷ م)
2. دکتر حسن شیخ محمودی از سال ۱۳۷۶ الی آبان ۱۳۸۵ (۱۹۹۷ تا ۲۰۰۶ م)
3. دکتر ناصر منتظری از ۱۳۸۵ تا ابتدای پاییز ۱۳۹۱ (۲۰۰۶ تا ۲۰۱۲ م)
4. دکتر حمیدرضا جمال زاده از پاییز ۱۳۹۱ تا پایان تیرماه ۱۳۹۲ (۲۰۱۲ تا ۲۰۱۳ م)
5. دکتر محمود صمدی از تیر ماه ۱۳۹۲ تا بهمن ۱۳۹۶ (۲۰۱۳ تا ۲۰۱۷ م
6. دکتر حسینعلی مشایخی از بهمن ماه ۱۳۹۶ (ژانویهٔ ۲۰۱۷ م
7. دکتر ابوالفضل قهاری (سرپرست کنونی)